# کالادکارن
کالادکارن (به انگلیسی: KaladKaren) با نام تولد جروی لی (به انگلیسی: Jervi Li)(زاده ۹ اوت ۱۹۹۲) بازیگر، مجری تلویزیون و نویسنده فیلیپینی است.
او یک زن ترنس است.